# 樞密院司法委員會
樞密院司法委員會（英語：Judicial Committee of the Privy Council）是英國的一個司法機構，是英國的終審法庭之一，亦是英國海外領地、皇家屬地和部份獨立英聯邦國家的終審法庭。雖然英联邦地区的人們常常說要上訴到樞密院，但實則是上訴至「英皇陛下會同樞密院」（His Majesty in Council），再由英皇向司法委員會徵詢「意見」。至於對英聯邦國家而言，上訴案件則直接由司法委員會處理。就汶萊而言，上訴案件則會送到蘇丹，再由司法委員會向蘇丹提供「意見」。在以前，司法委員會只會提交一份意見，但自1960年代開始，委員會內若有其他異議也可以提出。
由於英國的司法制度沒有一個單一的全國性終審法院，所以其法制是異於一些其他國家的。大抵而言，樞密院司法委員會對某些上訴案件享有終審權，但英國最高法院卻對其餘大部份的上訴案件享有終審權。至於在蘇格蘭，其高等法院對刑事案件擁有終審權，但民事案件方面，英國最高法院對絕大多數的案件有終審權，包括（自2009年以來）蘇格蘭自治的案件終審權。現在由英國最高法院行使的終審權在2009年10月1日之前最高法院依據《2005年憲制改革法令》第三章成立之前分別由上議院司法委員會和樞密院行使（後者轉交最高法院的僅限於因權力下放而衍生的案件）。
英屬香港亦以它為最高的上訴法院，在香港主權移交之後則改為於本地成立的香港終審法院。

## 本土司法權
樞密院對以下的本土事務享有司法權：

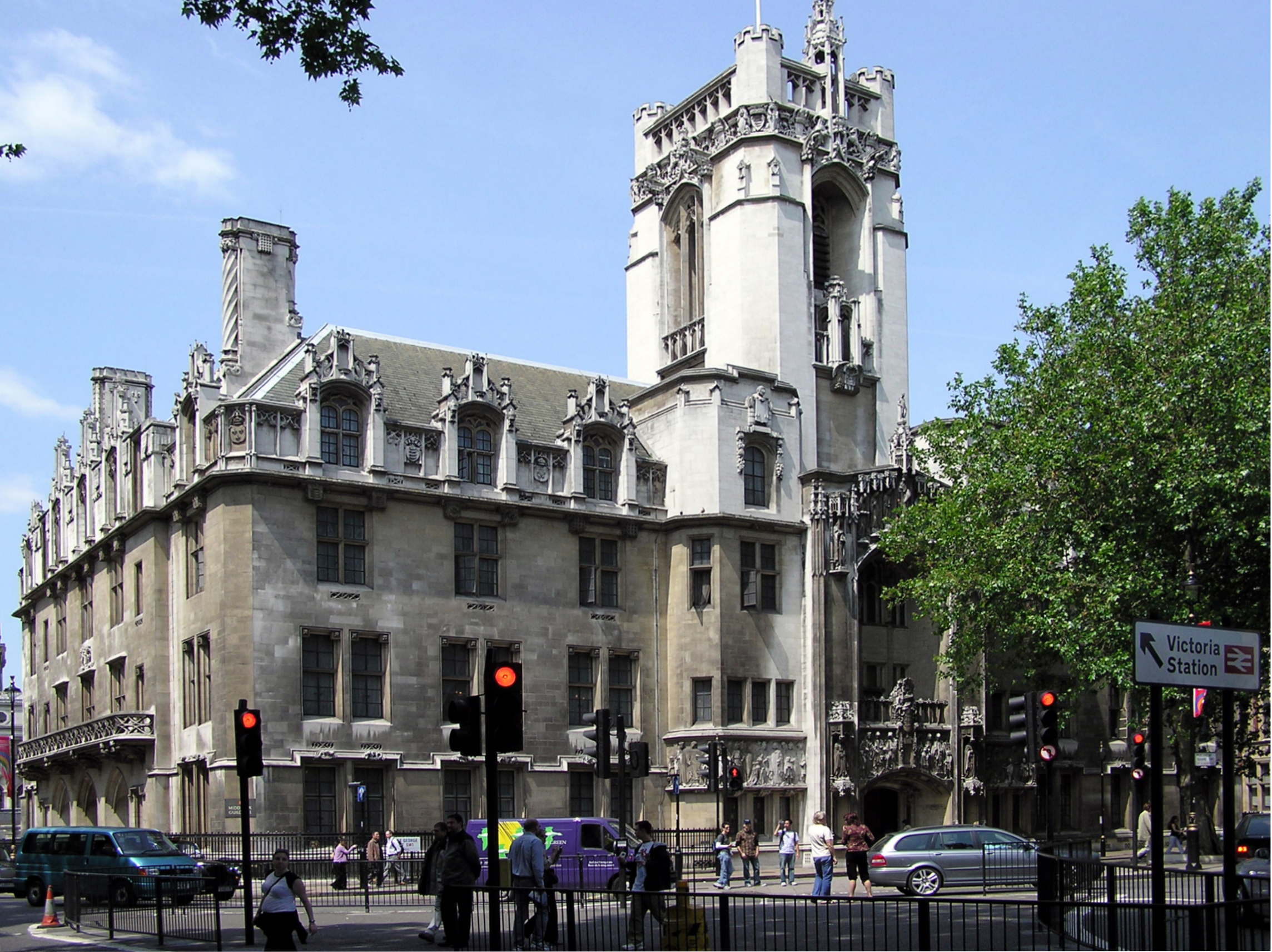
樞密院司法委員會駐地，前米德爾塞克斯市政廳。

- 有關不滿教會專員的計劃的上訴案件（教會專員掌管英國國教會的房產）。
- 來自教會法庭（即坎特伯里的大法庭與約克的大法官法院），牽涉非教義性特許權的上訴案件。
- 來自五港同盟海軍法庭的上訴案件。
- 來自捕獲法庭的上訴案件。
- 有關《1975年下議院喪失資格法令》的糾紛。

另一方面，政府可（透過英皇）提交任何爭議到委員會，以撰寫報告。雖然這對本土司法權構成限制，但卻無礙於委員會之判例法獨立於英國普通法以外的地位。因此，委員會在英聯邦國家就像一所特別的本土法院，在英聯邦的司法架構中有效地就上訴案件執行其司法權。
樞密院司法委員會與在樞密院的英皇陛下於1833年取代了代表法院，成為英國國教會的終審法院。除有關教義、儀式和典禮的爭執之上訴由教會訴訟保留法庭（Court for Ecclesiastical Causes Reserved）受理外，委員會也會受理來自坎特伯里的大法庭，與約克的大法官法院的上訴。根據《1840年教會紀律法令》和《1876年上訴司法權法令》，所有大主教和主教都有資格成為司法委員會的成員。
在2009年10月1日之前，因涉及權力下放的《1998年蘇格蘭法令》、《1998年威爾斯政府法令》與《1998年北愛爾蘭法令》所引起關於地方自治問題的案件。例如有關蘇格蘭議會、蘇格蘭行政院、威爾斯國民議會和北愛爾蘭議會在合法性與職能上的糾紛等等。這類案件可以以下方式送呈委員會：
- 由檢察總長或律政專員將議案送呈委員會。
- 訴訟當事人循一些高級的法庭上訴。
- 包括上議院在內，受理上訴的法院可把案件送呈委員會。
- 任何法院，只要在律政專員同意下，皆可以把案件送呈委員會。
- 律政專員可以送呈任可與議案或案件無關的爭議到委員會。

根據《2005年憲制改革法令》，這類案件在法案落實後轉移到2009年10月1日成立的英國最高法院。

## 海外司法權

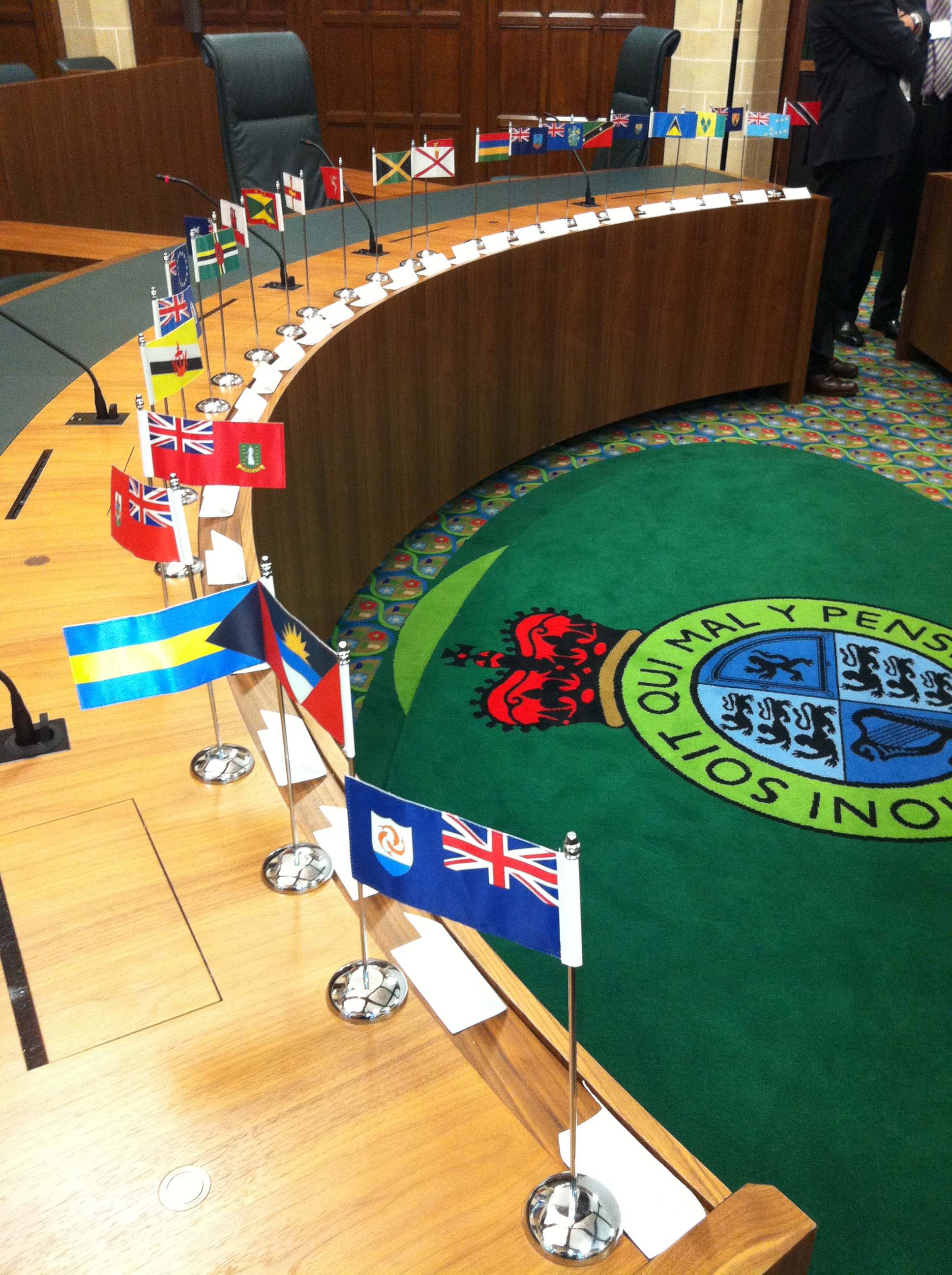
最高法院第三法庭由樞密院司法委員會使用。法官席上陳列的旗幟代表了允許上訴至樞密院的英聯邦各國和領地。

委員會能夠對30個地區（當中包括14個獨立國家）的上訴案件行使司法權：
- 有8個國家和16個地區的上訴案件交由「英皇陛下會同樞密院」終審：
  - 皇家屬地根西和澤西島，以及來自曼島上訴法院的上訴案件。
  - 英聯邦王國：安地卡及巴布達、巴哈馬、貝里斯、格瑞那達、聖克里斯多福及尼維斯、聖文森及格瑞那丁和吐瓦魯。
  - 紐西蘭的聯繫邦：庫克群島和紐埃（須注意的是，在2004年1月起，紐西蘭最高法院對紐西蘭本土的案件擁有終審權）。
  - 聯合王國海外領地：安圭拉、百慕達、英屬處女群島、開曼群島、福克蘭群島、直布羅陀、蒙特塞拉特、聖赫勒拿及其屬島、特克斯與凱科斯群島和皮特凱恩群島。
  - 由塞浦路斯阿克罗蒂里和泽凯利亚共同組成的英屬基地區。
  - 嚴格按照法律條文來講，樞密院司法委員會仍對澳洲擁有終審權，請詳見下文。
- 有3個國家的上訴案件直接交由委員會終審：
  - 英聯邦共和國：模里西斯和特立尼達和多巴哥，至於就吉里巴斯而言，只會有關憲法權利的案件才會送到委員會。
- 上訴案件交由蘇丹終審：
  - 汶萊。（英皇與蘇丹同意，樞密院司法委員會聽取案件，並將報告交予蘇丹。）

| 允許上訴至樞密院的國家和地區 | 所屬地位   | 當地法律                 | 備註           |
| ---------------------------- | ---------- | ------------------------ | -------------- |
| 根西                         | 皇家屬地   | 根西島法律               | 屬於海峡群岛   |
| 马恩岛                       | 皇家屬地   | 曼島法律                 | 屬於欧洲       |
| 澤西                         | 皇家屬地   | 澤西島法律               | 屬於海峡群岛   |
| 安地卡及巴布達               | 英聯邦王國 | 安提瓜和巴布達法律       | 屬於加勒比地区 |
| 巴哈马                       | 英聯邦王國 | 巴哈馬法律               | 屬於加勒比地区 |
|                              | 英聯邦王國 | 伯利茲法律               | 屬於中美洲     |
| 格瑞那達                     | 英聯邦王國 | 格林納達法律             | 屬於加勒比地区 |
| 圣基茨和尼维斯               | 英聯邦王國 | 圣基茨和尼維斯法律       | 屬於加勒比地区 |
|                              | 英聯邦王國 | 聖文森特和格林納丁斯法律 | 屬於加勒比地区 |
|                              | 英聯邦王國 | 圖瓦盧法律               | 屬於大洋洲     |
| 庫克群島                     | 聯繫邦     | 庫克群島法律             | 屬於大洋洲     |
| 纽埃                         | 聯繫邦     | 紐埃法律                 | 屬於大洋洲     |
| 直布罗陀                     | 海外領地   | 直布羅陀法律             | 屬於歐洲       |
|                              | 海外領地   | 安圭拉法律               | 屬於美洲       |
| 百慕大                       | 海外領地   | 百慕大法律               | 屬於美洲       |
| 英屬維爾京群島               | 海外領地   | 英屬維爾京群島法律       | 屬於加勒比地區 |
| 模里西斯                     | 共和國     | 模里西斯法律             | 屬於非洲       |
| 千里達及托巴哥               | 共和國     | 特立尼達和多巴哥法律     | 屬於加勒比地區 |

## 成員
司法委員會的成員包括：
- 曾任大法官的人士
- 最高法院法官
- 卸任最高法院法官和其他上議院上訴法官，包括卸任常任上訴法官
- 現正或曾經在英格蘭及威爾斯上訴法院、蘇格蘭高等民事法院內庭或北愛爾蘭上訴法院任職法官的樞密院顧問官
- 現正在英聯邦國家出任高級別法官的樞密院顧問官

除現任大法官以外，所有委員會成員之法定退休年齡為75歲。
其中，最高法院法官的本職工作包括同時負責最高法院和樞密院的案件審理，所以司法委員會的工作亦主要由他們負責。相反，海外法官要處理其所屬國家的案件，因此不能常常兼顧上告至委員會的案件，而通常海外法官所屬的國家有案件上告至委員會，海外法官才會聽審。
因此，統理樞密院司法委員會各類涉及司法事務的日常運作及行政工作的經歷司  ，亦由最高法院經歷司兼任。樞密院司法委員會的駐地就是最高法院大樓（前米德爾塞克斯市政廳）。大樓内的第三法庭專供司法委員會開庭時使用。

## 海外司法權的衰減
最初，所有的英聯邦王國及它們的屬土都有權上訴至樞密院。而這些國家即使獨立或成為共和國以後，都能夠透過與英王訂立條約，保留樞密院對該地所擁有的司法權。然而，久而久之，不少成員國均開始認為樞密院的價值觀往往與成員國不同，更對完整的司法獨立主權構成障礙。
- 加拿大在1875年成立了加拿大最高法院，並廢除了樞密院對該國刑事案件的終審權。然而1926年的納登訴英皇案（Nadan v. The King）中，樞密院受理了一宗刑事案件被告的上訴，樞密院更指加拿大的《刑事訴訟法令》有撤銷帝國的立法和就治外法權立法之傾向，是超越了加拿大國會的權限。至於其後發生的「金-賓事件」（King-Byng Affair），更促使加拿大在1926年的帝國會議中就事件展開討論，最終使英國在同年發表了《貝爾福宣言》。《貝爾福宣言》連同其後的《1931年西敏法令》消除了廢除樞密院終審權之障礙（不論樞密院本身在以往有沒有認受性），而樞密院的刑事案件終審權亦在1933年終止。至於民事案件終審權的轉移則因為1930年代國際危機頻生而一再擱置，直到第二次世界大戰結束後才重新展開，並在1949年廢止了樞密院對民事案件的終審權。然而，在1949年以前展開的案件仍准許上告至樞密院，因此至1959年，樞密院才真正終止對加拿大的司法權。另一方面，樞密院司法委員會曾經在加拿大過渡聯邦制的過程中擔當了富爭議性的角色，而加拿大的「第一民族」現今仍聲稱他們有權利上告至樞密院。
- 澳洲透過聯邦法院的《1968年樞密院（限制終審權）法令》和《1975年樞密院（上訴自高等法院）法令》，以及省法院的《1986年澳洲法令》，廢除了樞密院對澳洲的終審權。然而，依據澳洲憲法，某幾類的案件能夠循澳洲高等法院上訴至樞密院，但是高等法院已明確表明不會允許把案件上呈樞密院，因此樞密院司法委員會只在理論上對澳洲擁有終審權。
- 紐西蘭在2003年10月立例完全廢止樞密院的終審權，自2004年1月1日起，所有來自紐西蘭上訴法院的上訴均一概轉呈到新成立的紐西蘭最高法院。可是，由於該法案未有經過公投，因此決定惹來不少爭議。
- 馬來西亞在1978年中止了樞密院對刑事和涉及憲制案件的司法權，復在1985年中止民事案件之司法權。
- 新加坡在1989年廢除了樞密院的終審權，但牽涉到死刑的案件與及民事案件（要得雙方同意）仍可上告至樞密院。直到1994年新加坡才完全廢止了樞密院的終審權。
- 香港在1997年主權移交予中華人民共和國後成立了終審法院，樞密院遂喪失了對香港的終審權。
- 加勒比共同體的成員國於2001年投票通過廢除樞密院之終審權，並由新成立的加勒比法院所取代。但成員國之間的爭論使決議多番延遲執行。截至2005年為止，巴貝多和蓋亞那已先後執行了議決，而其他成員國亦正展開相關的立法程序。當中，牙買加政府宣佈即將廢止樞密院之司法權，但此舉並未得到國會反對黨支持，因此若牙買加政府不理國會之反對，執行共同體之議決，或有違憲之嫌。

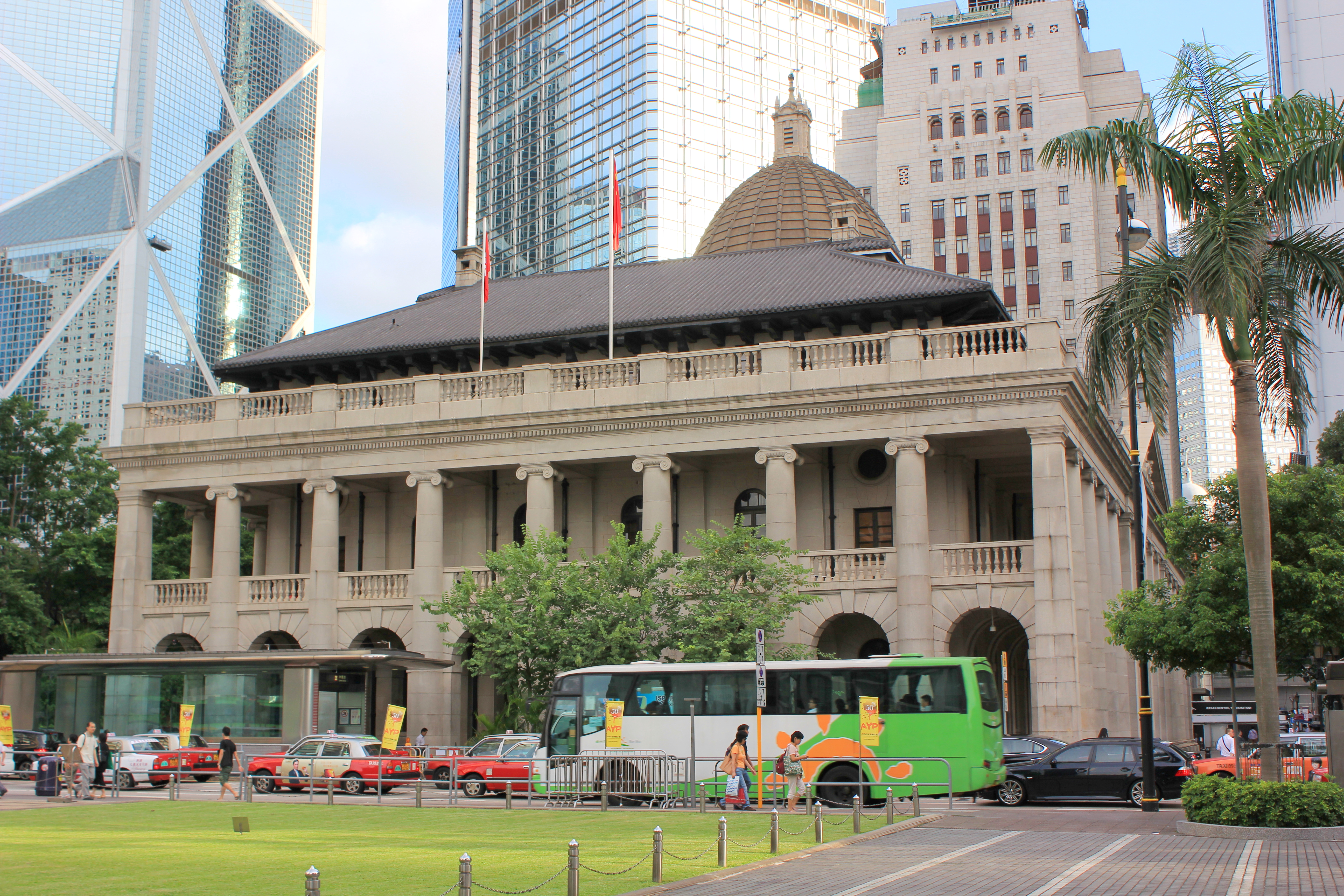
香港在1997年主權移交後成立了終審法院，取代了樞密院司法委員會的司法權。

## 請參見
- 英國樞密院
- 樞密院司法委員會的案件名單
- 《2005年憲制改革法令》

## 外部連結
- 樞密院司法委員會的歷史 Youtube Official  （页面存档备份，存于）
- 樞密院司法委員會官方網站 （页面存档备份，存于）
- 樞密院司法委員會與加拿大憲法
- 《1998年蘇格蘭法令》全文 （页面存档备份，存于）